# Glass (rivière)
Pour les articles homonymes, voir Glass.
La Glass est une rivière de l’île de Man et dont le nom signifie « vert » en mannois.

## Cours et affluents
Elle prend sa source dans les collines d’Injebreck, à environ dix kilomètres au nord de Douglas dans le centre de l’île, avant d’être barrée par un barrage qui forme le réservoir de Baldwin Ouest.
Coulant vers le sud, la Glass reçoit les eaux de la vallée de Baldwin puis de la Sulby.

## Formation de la Douglas(Dhoo-Glass)
Elle entre alors dans la ville de Douglas par l’ouest, où la Glass et la Dhoo se réunissent alors pour former la Dhoo-Glass, qui aurait donné son nom à la ville. Elle se jette alors dans le port de Douglas communiquant avec la mer d’Irlande, au sud de la cité et de la baie de Douglas.